# بيتر جيربر
بيتر جيربر (الألمانية السويسرية الموحدة: Peter Gerber) هو سياسي سويسري، ولد في 8 يونيو 1923 في سويسرا، وتوفي في 13 أبريل 2012. حزبياً، نشط في حزب الشعب السويسري. وقد انتخب رئيس مجلس الولايات السويسري وانتخب عضو مجلس الولايات السويسري (26 نوفمبر 1979 – 29 نوفمبر 1987).